# Eye Kettleby
Eye Kettleby eller Sysonby with Eye Kettleby var en civil parish 1894–1935 när det uppgick i Melton Mowbray i grevskapet Leicestershire i England. Civil parish var belägen 15 km från Oakham och hade 88 invånare år 1931. Byn nämndes i Domedagsboken (Domesday Book) år 1086, och kallades då Chitebie.